# Eekhout (Zwolle)
Eekhout is een park in de stad Zwolle. Het park was oorspronkelijk de tuin van de villa Eekhout. Het park is in 1910 gekocht door de gemeente Zwolle. Het park is in 2002 geheel aangepast, waardoor het park 'groter' lijkt. Het park wordt nu gebruikt voor verschillende activiteiten, door de Stichting van Freule Eekhout.
Het park ligt vlak buiten het oude centrum, aan de andere kant van de stadsgracht. Het wordt voornamelijk gebruikt om te wandelen en is daarom ook populair, het vier-na-drukst-bezochte park in de stad Zwolle. Het park is 2,3 ha groot.
In het park zijn verscheidene faciliteiten aanwezig, zoals een dierenweide, een fontein en verscheidene kunstwerken. Ook is het Indiëmonument gevestigd in dit park.